# 発表!全エヴァンゲリオン大投票
- 新世紀エヴァンゲリオン > 発表!全エヴァンゲリオン大投票
- 全○○大投票 > 発表!全エヴァンゲリオン大投票

『発表！全エヴァンゲリオン大投票』（はっぴょう ぜんエヴァンゲリオンだいとうひょう）は、NHK BSプレミアムにて放送された、アニメ作品新世紀エヴァンゲリオンシリーズについての特別番組。2020年5月16日22時30分から24時30分にかけて放送された。

## 概要
NHKの人気投票番組シリーズ「全○○大投票」の第6弾。TVシリーズの放送開始から25周年となる新世紀エヴァンゲリオンシリーズを特集する。
番組特設サイトにおいて「あなたの好きなキャラクター」・「あなたの好きな台詞（セリフ）」・「あなたの好きなエヴァ」・「あなたの好きな使徒」の4つの部門で投票を募り、2020年3月27日から4月29日まで投票が行われた。投票総数は、109,577票。
生放送番組は、新型コロナウイルス感染症（COVID-19）の流行及び改正・新型インフルエンザ等対策特別措置法に基づく緊急事態宣言の発令に伴う影響を受け、杉浦以外の出演者がリモートで出演した。

## 出演者
- 司会：西川貴教（歌手・タレント）、杉浦友紀（NHKアナウンサー）
- ゲスト：中川翔子（タレント）、岩井勇気（ハライチ）、高橋洋子（歌手）、氷川竜介（アニメ・特撮研究家、明治大学大学院特任教授）
- ゲスト声優：緒方恵美（碇シンジ役）、長沢美樹（伊吹マヤ役）
- ボイスメッセージ：宮村優子（式波/惣流・アスカ・ラングレー役）
- 手紙メッセージ：林原めぐみ（綾波レイ役）、石田彰（渚カヲル役）

## 投票結果

### キャラクター部門
- TVシリーズと新劇場版3作品に登場する29名のキャラクターが投票対象[1]。

| 順位 | キャラクター名               |
| ---- | ---------------------------- |
| 1    | 式波・アスカ・ラングレー     |
| 2    | 渚カヲル                     |
| 3    | 綾波レイ                     |
| 4    | 碇シンジ                     |
| 5    | 葛城ミサト                   |
| 6    | 真希波・マリ・イラストリアス |
| 7    | 加持リョウジ                 |
| 8    | ペンペン                     |
| 9    | 伊吹マヤ                     |
| 10   | 碇ゲンドウ                   |
| 11   | 赤木リツコ                   |
| 12   | 冬月コウゾウ                 |
| 13   | 鈴原トウジ                   |
| 14   | 碇ユイ                       |
| 15   | 洞木ヒカリ                   |
| 16   | 青葉シゲル                   |
| 17   | 鈴原サクラ                   |
| 18   | 時田シロウ                   |
| 19   | 日向マコト                   |
| 20   | 相田ケンスケ                 |

### 台詞部門
- TVシリーズと新劇場版3作品で重複・類似したシーンでのセリフは新劇場版での投票対象となる[2]。

| 順位 | 台詞                                         | キャラクター             | 作品        |
| ---- | -------------------------------------------- | ------------------------ | ----------- |
| 1    | あなたは死なないわ。私が守るもの             | 綾波レイ                 | 新劇場版:序 |
| 2    | …笑えばいいと思うよ                          | 碇シンジ                 | 新劇場版:序 |
| 3    | 逃げちゃダメだ...やります 僕が乗ります       | 碇シンジ                 | 新劇場版:序 |
| 4    | 大人のキスよ                                 | 葛城ミサト               | 旧劇場版    |
| 5    | 気持ち悪い…                                  | 惣流・アスカ・ラングレー | 旧劇場版    |
| 6    | 最低だ…俺って                                | 碇シンジ                 | 旧劇場版    |
| 6    | 歌はいいね                                   | 渚カヲル                 | TVシリーズ  |
| 8    | あやなみを…かえせっ                          | 碇シンジ                 | 新劇場版:破 |
| 9    | フロは命の洗濯よ                             | 葛城ミサト               | 新劇場版:序 |
| 10   | あんたバカぁ?...あれをやっつけんのよ         | 惣流・アスカ・ラングレー | TVシリーズ  |
| 11   | さあ約束の時だ                               | 渚カヲル                 | 新劇場版:破 |
| 12   | 父さんっ！僕はっ                             | 碇シンジ                 | 新劇場版:破 |
| 13   | サービスサービスぅ!                          | 葛城ミサト               | 新劇場版:序 |
| 14   | いきなさい!シンジくん                        | 葛城ミサト               | 新劇場版:破 |
| 15   | 僕は君と会うために生まれてきたんだね         | 渚カヲル                 | 新劇場版:Q  |
| 16   | 後悔のないようにな                           | 加持リョウジ             | TVシリーズ  |
| 17   | 逃げちゃだめだ 逃げちゃだめだ 逃げちゃだめだ | 碇シンジ                 | 新劇場版:序 |
| 18   | アンビリカルケーブルがなくったって!          | 惣流・アスカ・ラングレー | 旧劇場版    |
| 19   | そんな顔をしないで また会えるよ              | 渚カヲル                 | 新劇場版:Q  |
| 20   | 碇くんと一緒にいるとポカポカする             | 綾波レイ                 | 新劇場版:破 |

### エヴァ部門
- 新劇場版に登場する22形態のエヴァが投票対象[3]。

| 順位 | エヴァ                            |
| ---- | --------------------------------- |
| 1    | エヴァンゲリオン初号機            |
| 2    | エヴァンゲリオン初号機(覚醒)      |
| 3    | エヴァンゲリオン Mark.06          |
| 4    | エヴァンゲリオン2号機             |
| 5    | エヴァンゲリオン第13号機          |
| 6    | エヴァンゲリオン2号機（ビースト） |
| 7    | エヴァンゲリオン仮設5号機         |
| 8    | エヴァンゲリオン3号機             |
| 9    | エヴァンゲリオン零号機            |
| 10   | エヴァンゲリオン8号機β            |

### 使徒部門
- TVシリーズと新劇場版3作品に登場する19体の使徒が投票対象（TVシリーズの第3、4、5、10、13、14使徒は、それぞれ新劇場版の第4、5、6、8、9、10の使徒として投票対象となる）[4]。

| 順位 | 使徒       | 作品                 |
| ---- | ---------- | -------------------- |
| 1    | 第6の使徒  | 新劇場版:序          |
| 2    | 渚カヲル   | TVシリーズ第弐拾四話 |
| 3    | 第10の使徒 | 新劇場版:破          |
| 4    | 第4の使徒  | 新劇場版:序          |
| 5    | 第7使徒    | TVシリーズ第九話     |
| 6    | 第8の使徒  | 新劇場版:破          |
| 7    | 第9の使徒  | 新劇場版:破          |
| 8    | 第12使徒   | TVシリーズ第拾六話   |
| 9    | 第11使徒   | TVシリーズ第拾参話   |
| 10   | 第7の使徒  | 新劇場版:破          |

## 関連番組
歴史秘話 エヴァンゲリオン ヒストリア
『エヴァンゲリオン』の歴史を『歴史秘話ヒストリア』の形式で紹介。
出演者
- 司会：渡邊あゆみ（NHKアナウンサー、『歴史秘話ヒストリア』初代案内役）

放送時間
- NHK BS4K:2020年4月10日 22:00 - 22:38（再放送 4月15日 22:16 - 22:54）
- NHK総合:2020年4月15日 1:25 - 2:03(14日深夜)
- BSプレミアム:2020年4月15日 22:16 - 22:54

ヱヴァンゲリヲン新劇場版
新劇場版3作を4K、5.1chサラウンドで放送。
放送時間(NHK BS4K)
- ヱヴァンゲリヲン新劇場版:序:4月18日 23:00-24:40
- ヱヴァンゲリヲン新劇場版:破:4月25日 23:00-24:52
- ヱヴァンゲリヲン新劇場版:Q:5月2日 23:00-24:35